# Грег Леидлов
Грег Леидлов (енгл. Greig Laidlaw; 12. октобар 1985) је професионални шкотски рагбиста, капитен шкотске рагби јунион репрезентације и играч премијерлигаша Глостер (рагби јунион).

## Биографија
Висок 175 цм, тежак 80кг, Леидлов игра на позицији број 9 - деми (енгл. Scrum half), а повремено игра и отварача (енгл. Fly half)) јер је врхунски шутер. Каријеру је започео 2007. у екипи Единбург рагби. За овај шкотски тим који се такмичи у Про 12, одиграо је 139 утакмица и постигао 616 поена. 2014. прешао је у Глостер. За шкотску репрезентацију одиграо је 43 тест меча и постигао 393 поена. Играо је и за рагби 7 репрезентацију Шкотске.